# 러시아 정교회군
러시아 정교회군(러시아어: Русская православная армия, Russkaya pravoslavnaya armiya)은 2014년 5월부터 돈바스 전쟁에 참여한 우크라이나의 친러파 반정부군 단체이다. 지역 자원군과 러시아인 자원군을 포함해 약 100여명의 병사가있다. 우크라이나 정부과 친러시아 군과의 분쟁에 격화되면서 정교회군의 병력은 350명으로, 이후 4,000명 이상으로 상승했다. 러시아 정교회군이 참여한 주요 전투로는 1차 마리우폴 전투와 아므브로시브카 현 전투가 있다. 러시아 정교회군의 지휘부는 도네츠크의 우크라이나 보안원(SBU) 청사를 사용하고 있다. 이 정교회군의 병사는 스스로 도네츠크 인민 공화국의 국방 장관이라고 선언한 이고리 기르킨에게 충성을 맹세한다. 우크라이나 국방부에 따르면, 러시아 정교회군은 정교회군의 약탈을 비판하는 보스토크 대대 등의 다른 친러시아 무장 단체와 충돌을 빚고 있으며 전투를 기피하고 있다고 말했다.